# Дьяченко, Фёдор Сергеевич
Фёдор Сергеевич Дьяченко (30 сентября 1919, Ак-Мечетский район — 12 декабря 1983, Ленинград) — капитан 1-го ранга Военно-морского флота СССР, участник Великой Отечественной войны, Герой Советского Союза (1944).

## Биография
Родился 30 сентября 1919 года в деревне Кель-Шейх (после 1948 года — село Смушковое, исчезнувшее село в Черноморском районе Крыма) в семье крестьянина. После окончания средней школы работал учётчиком Евпаторийской машинно-тракторной станции. 
В 1937 году был призван на службу. В 1941 году окончил Черноморское высшее военно-морское училище. С декабря того же года — на фронтах Великой Отечественной войны. В боях пять раз был ранен. Участвовал в Керченско-Феодосийской, Новороссийской, Керченско-Эльтигенской операциях. К сентябрю 1943 года капитан-лейтенант Фёдор Дьяченко командовал сторожевым катером «СКА-018» 8-го дивизиона сторожевых кораблей Черноморского флота.
В сентябре 1943 года катер Фёдора Дьяченко выдержал бой против семи немецких торпедных катеров, потопив один из них. В ноябре 1943 года во время форсирования Керченского пролива катер Фёдора Дьяченко успешно переправил и высадил на побережье Керченского полуострова ряд десантных групп. Во время одного из рейсов Дьяченко получил ранение в голову и контузию, но не покинул своего поста, продолжая управлять катером.
Указом Президиума Верховного Совета СССР «О присвоении звания Героя Советского Союза офицерскому, старшинскому и рядовому составу Военно-Морского флота» от 22 января 1944 года за «форсирование Керченского пролива, высадку десантных войск и переброску техники на Керченский полуостров и проявленные при этом отвагу и геройство» был удостоен высокого звания Героя Советского Союза с вручением ордена Ленина и медали «Золотая Звезда» за номером 2785.
В 1944 году окончил спецкурс командного состава ВМФ в Москве, после чего служил в разведотделе штаба Балтийского флота. После окончания войны продолжил службу в Военно-морском флоте СССР. В 1948 году окончил командный факультет Военно-морской академии, с 1956 года преподавал в ней. В 1976 году в звании капитана 1-го ранга был уволен в запас. 
Проживал в Ленинграде. Умер 12 декабря 1983 года, похоронен на Серафимовском кладбище Санкт-Петербурга (3 уч.).

## Награды
Был также награждён двумя орденами Красного Знамени, тремя орденами Красной Звезды, орденом «За службу Родине в Вооружённых Силах СССР» 3-й степени, рядом медалей.

## Память
Бюст Дьяченко установлен на территории ЧВВМУ имени П. С. Нахимова в Севастополе.